# Neuroblastom
Neuroblastom, tumörer i nervvävnad, är den vanligaste formen för cancer hos spädbarn, men drabbar nästan aldrig vuxna. I Sverige insjuknar ett 20-tal barn per år, och sjukdomen är svår att bota och har hög dödlighet. Tumörerna bildas framför allt i bukhålan samt i det sympatiska nervsystemet. Tumörerna brukar orsaka en ökad utsöndring katekolaminer  och i mer än 95 % av fallen kan en ökning av dess metaboliter, till exempel dopamin, mätas i urinen.
I augusti 2008 rapporterade amerikanska forskare i tidskriften Nature att man ansåg sig ha kartlagt den gen som orsakar ärftlig neuroblastom.
I mars 2017 presenterades resultat från en forskningsstudie i The Lancet Oncology. Resultaten visar att en kombination av läkemedel och stamcellstransplantation ger en betydligt bättre chans till överlevnad än traditionell behandling. Per Kogner, överläkare vid Astrid Lindgrens barnsjukhus och professor vid Karolinska Institutet ledde den svenska delen av studien. Med den nya behandlingsformen kan man rädda betydligt fler sjuka. Idag kan man bota cirka hälften av alla som drabbas vilket är en stor förbättring.

## Diagnos
Flera olika metoder krävs för att kunna säkerställa diagnosen neuroblastom. Olika typer av röntgenundersökningar utförs för att bestämma sjukdomens lokalisering och utbredning. En speciell röntgenundersökning är MIBG-skintigrafi som använder sig av molekylen MIBG kopplad till radioaktivt jod (123I) som tas upp specifikt av neuroblastomcellerna i cirka 90 % av fallen och kan ge information om både primärtumör och metastaser.

## Behandling
Behandlingsformen varierar beroende på riskstadium och sträcker sig från endast operation till en mer omfattande behandlingsprocess med tillägg av cytostatika, stamcellstransplantation, strålbehandling och höga doser vitamin A.

## Prognos
Det finns många faktorer som påverkar prognosen för neuroblastom, bland annat barnets ålder, histologi och tumörbiologiska riskfaktorer. Vid sjukdomsfall med endast lokaliserade tumörer är prognosen god (> 90 %) och i vissa fall, främst hos spädbarn under 18 månader, kan sjukdomen spontant försvinna även utan behandling. Hos de barn som lider av högriskneuroblastom, där bland annat spridning till andra organ ofta förekommer, är överlevnadsprognosen cirka 50 %.